# به‌سوی دنیای مردگان
چشم‌انداز گذر خارون از استوکس (انگلیسی: Landscape with Charon Crossing the Styx) یا به‌سوی دنیای مردگان (به فرانسوی: Traversée du monde souterrain) یک نقاشی منظره از یوآخیم پاتینیر هنرمند رنسانس شمالی است که بین سالهای ۱۵۱۵–۱۵۲۴ خلق شد و اکنون در موزه دل پرادوی مادرید نگهداری می‌شود.
موضوع نقاشی برگرفته از سنتهای آخرالزمانی در الهیات مسیحی و اسطوره‌شناسی یونانی است که در انه‌اید ویرژیل (کتاب ششم) و دوزخ دانته (کتاب سوم) بازگو شده‌است. خارون سوار بر قایق، روح مرده را از رود استوکس عبور می‌دهد و به دروازه هادس و جهان زیرین هدایت می‌کند.
ترکیب‌بندیِ اثر یادآور «باغ لذت دنیوی» نقاشیِ سه لتیِ مشهور هیرونیموس بوش است که بهشت و جهنم در دوسوی آن با جزئیاتی کم‌نظیر به تصویر کشیده شده‌اند.